# لامبرت سيمنل
لامبرت سيمنل (بالإنجليزية: Lambert Simnel)‏ هو رجل طالب بعرش إنجلترا بسبب إدعائه بأنه إدوارد بلانتاجنت، إيرل وارويك السابع عشر بسبب شبهه الشديد به. قام في عام 1487 بتهديد عرش هنري السابع. كما أنه قاد تمرد يورك ضد الملك هنري السابع.

## الحياة المبكرة
ولد سيميل حوالي عام 1477، ولادته الحقيقية غير معروفة، حيث يُطلق عليه في الوثائق المعاصرة اسم جون، وليس لامبرت، وحتى لقبه موضع شك. تختلف المصادر في تحديد أصوله، فتارة يُقال إنه كان ابن خباز وتارة أخرى أنه ابن تاجر أو بناء عضوي. ما هو مؤكد أن أصله كان متواضعاً. في حوالي سن العاشرة، أخذ كطالب على يد قس تلقى تعليمه في أكسفورد يُدعى ريتشارد سيمون (أو ريتشارد سيموندس / ريتشارد سيمونز / ويليام سيموندس)، الذي قرر فيما بعد أن يصبح صانع ملوك. قام بتعليم الصبي أصول البروتوكولات الملكية، وكان معاصروه يصفونه بأنه وسيم. كما تلقى تعليماً مناسباً على يد سيمون، حيث تعلم آداب السلوك اللازمة وتلقى تعليماً جيداً.